# Volker Spangenberg
Volker Spangenberg (* 9. Oktober 1955 in Bad Homburg vor der Höhe) ist ein baptistischer Theologe und Professor für Praktische Theologie am Evangelisch-Freikirchlichen Theologischen Seminar (Fachhochschule) in Wustermark-Elstal. Von 2006 bis 2014 war er auch dessen Rektor.

## Leben
Nach dem Abitur studierte Volker Spangenberg ab 1976 evangelische Theologie an der Eberhard Karls Universität in Tübingen. 1981 ging er an das Theologische Seminar des Bundes Evangelisch-Freikirchlicher Gemeinden in Hamburg-Horn, um sich durch ein sogenanntes Kandidatenjahr auf den Dienst eines baptistischen Geistlichen vorzubereiten. 1982 kehrte er allerdings an die Universität Tübingen zurück und war hier bis 1990 Wissenschaftlicher Assistent. 1991 promovierte mit einer Dissertation zur Herrlichkeit des Bundes: Die Bestimmung des biblischen Begriffs der „Herrlichkeit“ bei Hans Urs von Balthasar zum Doktor der Theologie. Doktorvater war der evangelische Systematiker und Religionsphilosoph Eberhard Jüngel. Nach Abschluss seiner Promotion wurde Spangenberg von der Evangelisch-Freikirchlichen Gemeinde Heidelberg 1991 zum Gemeindepastor berufen. Seine Anerkennung als Pastor des Bundes Evangelisch-Freikirchlicher Gemeinden erhielt er nach Absolvierung der in dieser Freikirche üblichen dreijährigen Probezeit im Jahr 1993. 1997 wurde Spangenberg an das bereits erwähnte Theologische Seminar berufen. Er übernahm hier die Dozentur für Praktische Theologie, die 2003 in eine Professur umgewandelt wurde. Im Jahr 2006 trat er als Rektor des Theologischen Seminars die Nachfolge Stefan Stieglers an. Er verblieb in dieser Funktion bis Mitte Oktober 2014. Sein Nachfolger als Fachhochschulrektor wurde Michael Kißkalt.
Außerdem war Volker Spangenberg Mitglied des Aufsichtsrates des Diakoniewerks Bethel (Berlin), trat aber im Zuge des Ausschlusses von drei Diakonissen 2015 zusammen mit drei weiteren Aufsichtsratsmitgliedern zurück.
Volker Spangenberg forscht vor allem im Bereich seines Lehrgebiets. Themenfelder sind unter anderem die Faktoren des Gemeindewachstums  und die Beiträge des deutschen Baptismus zur Pastoraltheologie und Liturgik.

## Werke (Auswahl)
Eine ausführliche Bibliographie Spangenbergs findet sich auf der Homepage des Theologischen Seminars Elstal.
- Herrlichkeit des Neuen Bundes. Die Bestimmung des biblischen Begriffs der „Herrlichkeit“ bei Hans Urs von Balthasar. Tübingen 1993.
- Der historische Jesus im Spannungsfeld von Glaube und Geschichte. (Hrsg. gemeinsam mit André Heinze), Leipzig 2010, ISBN 3-374-02759-8; darin enthalten: Volker Spangenberg: Antwort auf das Referat von Roman Heiligenthal. S. 87–92.
- Eberhard Jüngel. In: D. W. Musser, J. L. Price (Hrsg.): A new handbook of Christian theologians, Nashville 1996, S. 244–252
- Der Pastor als Prediger; in: Theologisches Gespräch 2000, Beiheft 1, S. 48–61
- Der Gott, der mich sieht. Zum Predigtwerk von Albrecht Goes. In: Ingolf U. Dalferth, Johannes Fischer, Hans-Peter Großhans (Hrsg.): Denkwürdiges Geheimnis. Beiträge zur Gotteslehre. FS für Eberhard Jüngel zum 70. Geburtstag. Tübingen 2004, S. 515–537.